# Імператор Рітю
Імператор Рітю́ (яп. 履中天皇, りちゅうてんのう, рітю тенно; 336 (?) — 29 квітня 405) — 17-й Імператор Японії, синтоїстське божество. Роки правління: 12 березня 400 — 29 квітня 405. 
Старший син імператора Нінтоку та Іва-но-хіме. Замолоду звався Ое-но-ідзаоваке. У п'ятнадцять років був проголошений наступником імператора, а зійшов на трон у шістдесят п'ять років. Перед на нього або невдовзі після смерті батька було здійснено замах його рідним братом Суміное но Накацу, але Рітю не постраждав. Суміное загинув або його було страчено. Прихильникам останнього, кого не було страчено, зробили татуювання як покарання.З цього часу заколотникам та державним злочинцям стали робити татуювання.
402 року впровадив посади особистих служниць імператора і імператриці (унеме), 403 року — писарів-записувачів щодо заяви, скарги та стан справ в кожній з провінцій. 405 року заснував імператорську скарбницю, на чолі якої призначив 2 корейців. 
Життєпис імператора Рітю та його вірші ввійшли до складу давніх літописів, зокрема «Ніхон Сьокі». Мав одну дружину і одну наложницю, які народили йому 4 дітей (2 хлопчиків і 2 дівчаток). Ще у 401 році Рітю призначив своїм спадкоємцем третього брата Мізухаваке, що став імператором Хадзеєм. 